# Franz Ignaz Wedekind
Franz Ignaz Wedekind (* 1710 in Gieboldehausen; † 12. Februar 1782 in Heidelberg) war ein deutscher Rechtswissenschaftler und Hochschullehrer.

## Leben
Wedekind wurde im Jesuitenkolleg Heiligenstadt ausgebildet. Dort erhielt er den philosophischen Magistergrad. Sein Studium der Rechtswissenschaft absolvierte er ab 21. April 1731 an der Universität Heidelberg. Am 6. September 1734 wurde er zum Dr. iur. utr. promoviert.
Wedekind wurde 1734 zum Professor der Pandekten an die neugegründete Universität Fulda berufen. Am 5. April 1742 kehrte er als vierter Professor des Rechts an die Juristische Fakultät der Universität Heidelberg zurück. 1749 war er Rektor der Universität. Er stieg sukzessive an der Fakultät auf und erhielt schließlich am 28. November 1770 zum ersten Professor der Fakultät. Zwischen 1742 und 1780 war er achtmal Dekan der Fakultät, zudem war er von 1770 bis 1782 Prokanzler der Hochschule.
Wedekind wurde 1742 Hofgerichtsrat am Hofgericht Mannheim. 1770 wurde er außerdem zum Geheimrat ernannt.
Der Rechtsgelehrte Georg Joseph Wedekind war sein Sohn.

## Werke (Auswahl)
- De immunitate legatorum ad pias causas a lege falcidia, Fulda 1740.
- Dissertatio inauguralis historico-juridica, qua vicariorum Imperii Romano-Germanici originem ex archi-officiis progressum Palatini, ex actis Imperii publ. usque ad amicabilem compositionem: iure utriusque ex aurea Bulla aliisque Imperii legibus, et capitulationibus Imperatorum novissimis sistunt, Haener, Heidelberg 1750.
- De eo, quod iustum est ex instrumento pacis Westphalicae circa introductionem religionis in Imperio R. G. toleratae in territoriis, in quibus anno decretorio non viguit, Mannheim 1756.
- Dissertatio Inauguralis De Nobilitate, Mannheim 1762.